# Nusa smetsi
Nusa smetsi är en tvåvingeart som beskrevs av Tomasovic 2005. Nusa smetsi ingår i släktet Nusa och familjen rovflugor.
Artens utbredningsområde är Kambodja. Inga underarter finns listade i Catalogue of Life.